# Ixcanul
Ixcanul és una pel·lícula guatemalenca produïda per La Casa de Producción/Tu Vas Voir Productions i dirigida per Jayro Bustamante. Va ser protagonitzada per María Mercedes Coroy al costat dels actors Marvin Coroy, Manuel Manuel Antún, Justo Lorenzo i María Telón. La història gira entorn del dilema que enfronta María (María Mercedes Coroy) enfront d'un matrimoni arreglat i al seu treball en una finca de cafè als marges del volcà Ixcanul. La tranquil·litat de María es veu alterada després d'una nit d'amor amb el seu xicot de la infantesa, i s'ha d'enfrontar davant la terrible realitat del tràfic de nens a Guatemala. Ixcanul va ser molt ben rebuda en els festivals de cinema de diverses parts del món.

## Temes
El film és una crítica al racisme i masclisme que afligeixen a la societat guatemalenca. I també aborda el tema del trànsit i robatori de nens i de nounats, alguna cosa que va ser un negoci rodó a Guatemala durant la dècada de 1990.
Altres temes són les comunitats rurals de Guatemala en les quals viuen persones en extrema pobresa, que no parlen espanyol i no tenen accés als serveis bàsics.
És fàcil identificar-se amb qualsevol dels personatges que apareixen en la pel·lícula perquè les emocions que ofereixen no semblen forçades ni sobreactuades; a més, es mostren diversos aspectes de la cosmovisió dels pobles indígenes guatemalencs mitjançant tradicions, consells, cants i altres elements. Quant a l'escenografia, la pel·lícula mostra verdes cafetales, costes plenes de sorra volcànica, i camins polsosos.

## Sinopsi
«Amb economia descriptiva, el discurs fílmic semblaria ser un documental en el qual, sense recursos demagògics, s'haguessin exposat alguns aspectes de la problemàtica dels pobles originaris. Entre altres: explotació de les empreses agroexportadores; desconeixement de l'espanyol com a situació de desavantatge enfront de la cultura ladina; el trànsit de nens encebant-se en els qui manquen de recursos jurídics i lingüístics per defensar-se; la cultura patriarcal que disposa de la vida de la dona sense comptar amb la seva lliure determinació; l'abandó de les àrees rurals (falta d'aigua potable, llum, habitatge…) i el pensar que la immigració als Estats Units representa la solució de mancances i necessitats».  

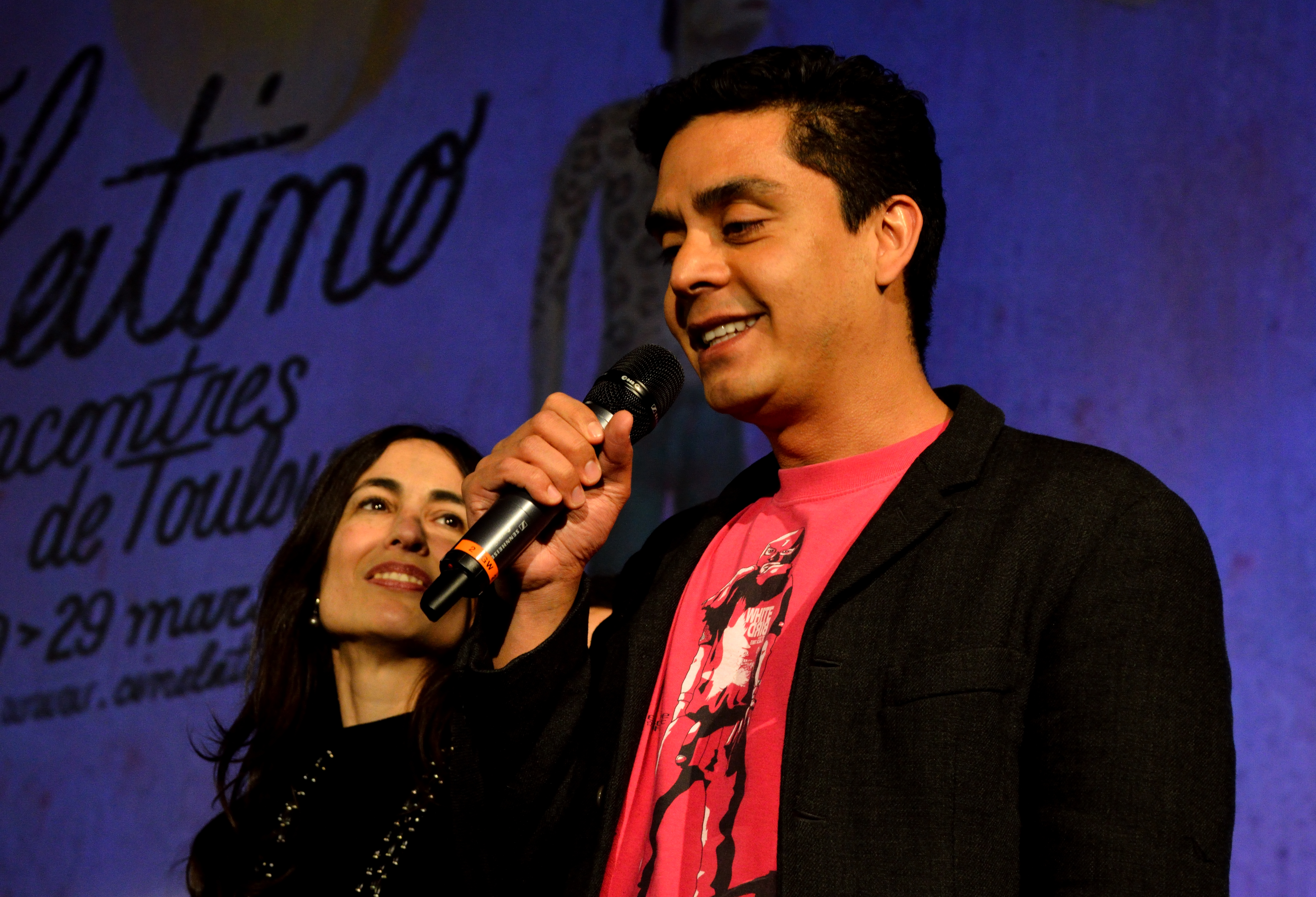
El director Jayro Bustamante al 27è Festival de Cinema Llatinoamericà de Tolosa de Llenguadoc.

María, una jove indígena guatemalenca de 17 anys vol canviar el seu destí, María té una personalitat tímida, és molt callada i en oportunitats es comunica només amb mirades. Els ulls entretancats semblen reconcentrats en si mateixa; després, la seva mare Juana li arregla el rostre i el cabell amb cura.
Poc després, María i Juana arrosseguen al corral a un robust porc perquè prenyi la femella, i complerta la funció de semental, el porc és degollat sense misericòrdia. Després, a l'habitació que la família comparteix, Juana demanda del marit la carícia nocturna. Al cafetal Pepe la urgeix al fet que satisfaci els seus desitjos i per a intentar seduir-la, Pepe li parla dels Estats Units i li conta meravelles que estan més enllà del gran volcà: llum elèctrica permanent i dòlars a granel.
Per la vaga promesa de portar-la-hi amb ell, María, entre les restes que han deixat Pepe i d'uns altres que han ingerit licor, María queda embarassada; Pepe desapareix i Juana tracta d'induir-li l'avortament a María, però infructuosament. Però conforme avança l'embaràs, Juana, s'il·lusiona amb el net que s'anuncia i pren el control de la situació: controla l'enuig del pare i ofereix consells per un part feliç. També intenta resoldre la situació de la família, perquè Ignacio, el capatàs de la finca i promès de María, indignat per l'embaràs de la seva promesa amenaça amb desallotjar-los de la parcel·la que ocupen. Intentant salvar la família del desallotjament, per sanejar el terreny, María camina per ell i una serp la mossega. La porten d'emergència a un hospital a la Ciutat de Guatemala i allí, encara que ella se salva, li indiquen que la nounada va morir i li donen el fèretre, però no els permeten veure el cadàver.
Però María no es conforma, i després d’alguns dies desenterra el taüt i, amb horror s'adona que només hi ha maons: ha estat víctima del robatori de la seva filla. Empleats de l'hospital, d'acord amb Ignacio —qui és l'únic que parla espanyol—, li han llevat la bebè. Però Ignacio va més enllà: en una operació de compra-venda, Ignacio i el pare de María, mitjançant un pagament que inclou la permanència en la parcel·la, acorden la unió del capatàs amb María, qui a més haurà de cuidar als fills del matrimoni anterior d'Ignacio.
La història es tanca completant la seqüència inicial: la mare arregla el tocat de María abans de celebrar les noces però apareix un arrugat vel blanc que es col·loca sobre el rostre de la núvia, que possiblement significa que el matrimoni és un túnel sense possible sortida perquè el matrimoni imposat equival a una altra forma d'esclavitud.
La vida de María és representada pel volcà, ja que, com ella, el volcà vol fer erupció però hi ha dies que no pot, mentre que ella vol sortir del món en el que està, vol veure què hi ha més enllà de la finca, però no ho aconsegueix.

## Banda sonora
La pel·lícula no té música de fons i en el seu lloc utilitza sons que ajuden a conformar l'atmosfera i li donen veracitat a la història. Els retombs volcànics, els sorolls nocturns, el murmuri del vent i les raneres de mort del cap de bestiar a meitat del camí són solament uns exemples que situen a l'espectador dins de la trama.

## Interpretació de la simbologia i escenografia
| Categoria            | Símbol           | Significat |
| -------------------- | ---------------- | --- |
| Element de la natura | Llum solar       | El verda maragda de la vegetació |
| Element de la natura | Lluna            | La lluna en quart creixent al·ludeix a la vida que s'està formant al ventre de María. |
| Element de la natura | Topografia       | Les terres calcinades en els vessants del volcà |
| Element de la natura | Volcà            | L'omnipresent «Ixcanul», el volcà els retombs del qual constitueixen el gran recurs sonor. Potser, un símbol de la dualitat, fonamental en la cosmovisió mesoamericana: a ell se li resa per a sol·licitar el bé i la felicitat. Però també se li tem: les petjades de la seva còlera són presents en les ennegrides roques. |
| Fauna                | Ocells de corral | Els seus ous recollits en el galliner al·ludeixen a la nova vida gestant-se en María. |
| Fauna                | Porcs            | Les relacions dels porcs representen la sexualitat en la seva expressió més tel·lúrica que només obeeix a l'instint. |
| Fauna                | Serp             | És «sagrada», però, alhora, és portadora de mort. |
| Fauna                | Vaca             | La seva agonia representa la inútil lluita per no morir |
| Relacions humanes    | Acte sexual      | Realitzat enmig de la immundícia demostra que no va ser per amor sinó per motivacions alienes a aquest sentiment |
| Relacions humanes    | Fúria            | El pare descarregant la seva fúria contra un gran tronc per no rescabalar-se amb la seva filla. |
| Relacions humanes    | L'irracional     | María, durant la nit assaborint els fruits dolços del cafè; els pagesos empinant-se les ampolles de licor en el mil·lenari costum d'embriagar-se per a oblidar la realitat. |
| Construccions        | Temascal         | Refugi religiós que per la seva forma rodona —com els antics forns rurals— remet al ventre matern, cova segura a l'inici de la vida. |

## Premis

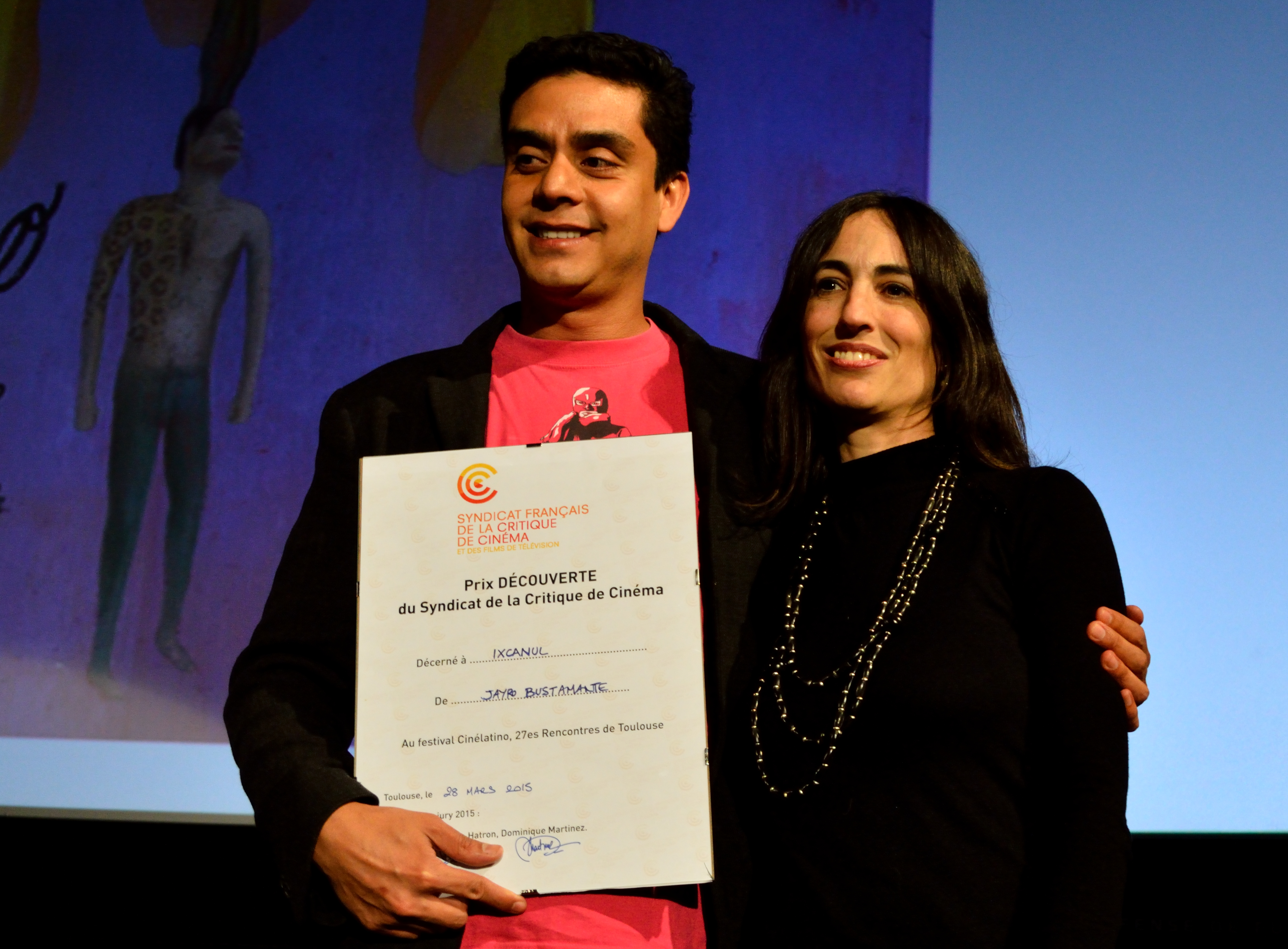
El director Jayro Bustamante amb la productora Pilar Peredo rebent el premi del Sindicat Francès de Crítics de Cinema al 27è festival de cinema de Tolosa de Llenguadoc, França.

Ixcanul, és la pel·lícula guatemalenca més guardonada en la història del cinema d'aquest país centreamericà.
| Premi                                              | Festival                                                   | Resultat |
| -------------------------------------------------- | ---------------------------------------------------------- | --- |
| Os d'Or del Premi Alfred Bauer                     | Festival Internacional de Cinema de Berlín                 | Nominat |
| Os de Plata del Premi Alfred Bauer                 | Festival Internacional de Cinema de Berlín                 | Guanyador |
| Millor opera prima                                 | Festival Internacional de Cinema de Berlín                 | Nominat |
| Millor film llatinoamericà                         | Festival Internacional de Cinema de Sant Sebastià          | Nominat |
| Millor pel·lícula                                  | Festival Internacional de Cinema a Guadalajara             | Guanyador |
| Millor pel·lícula                                  | Festival Internacional de Cinema de Cartagena de Indias    | Guanyador |
| FIPRESCI Prize                                     | Festival de Cinema de Jerusalem                            | Nominat |
| Premi del Públic                                   | Festival de Cinema Llatinoamericà de Tolosa de Llenguadoc  | style="background: #98FB98; color: black; text-align: center; vertical-align: middle;" class="table-yes2"\| Guanyador |
| Premi del Sindicat Francès de la Crítica de Cinema | Festival de Cinema Llatinoamericà de Tolosa de Llenguadoc  | style="background: #98FB98; color: black; text-align: center; vertical-align: middle;" class="table-yes2"\| Guanyador |
| Premi Lions                                        | Festival Internacional de Cinema de Rotterdam              | Nominat |
| Millor pel·lícula                                  | XV Festival Internazionale del Cinema di Frontiera, Itàlia | Guanyador |
| Millor pel·lícula                                  | Festival de Cinema d'Armènia                               | Menció honorífica |
| Millor pel·lícula                                  | Film Fra Sor, Noruega                                      | Premi del jurat |
| Millor actriu internacional                        | Festival du Nouveau Cinéma en Montreal, Canadà             | Guanyador, María Mercedes Coroy                                                                                       |
| Millor actriu                                      | Festival de Cinema d’Art, Eslovàquia                       | Guanyador, María Telón                                                                                                |
| Millor pel·lícula                                  | 42 Film Fest Gent, Bèlgica                                 | Guanyador |
| Premi de jurat jove                                | 42 Film Fest Gent, Bèlgica                                 | Guanyador |
| Millor pel·lícula                                  | Festival de Cinema de Filadèlfia, Pennsilvània, EE.UU.     | Guanyador |
| Millor pel·lícula                                  | Molodist International Film Festival, Kíev, Ucraïna        | Guanyador |
| Millor pel·lícula                                  | III edició dels Premis Platino 2016                        | Nominat |
| Millor guió                                        | III edició dels Premis Platino 2016                        | Nominat |
| Millor Ópera Prima de Ficció                       | III edició dels Premis Platino 2016                        | Guanyador |
| Millor Direcció d’Art                              | III edició dels Premis Platino 2016                        | Nominat |
| Millor Direcció de Muntatge                        | III edició dels Premis Platino 2016                        | Nominat |
| Millor Direcció de Fotografia                      | III edició dels Premis Platino 2016                        | Nominat |
| Millor Direcció de So                              | III edició dels Premis Platino 2016                        | Nominat |

## Repartiment
- María Mercedes Coroy (María): originària de Santa María de Jesús, Sacatepéquez. A la cinta, Coroy protagonitza a María, una jove de 17 anys que és obligada a comprometre's amb l'encarregat de la finca de cafè on el seu pare treballa. Coroy va obtenir el paper després d'un càsting que el director Jayro Bustamante va fer a Santa María de Jesús[5]
- María Telón (Juana): A la cinta, el seu personatge és insuperable; és una dona forta i infatigable que és el suport de la família. Com explica Helen Umaña: «A riallada batent i amb comentaris picarescos durant el banquet previ a les noces de María. Portant la iniciativa sexual amb el marit. Mentre ho creï una solució, intentant els mecanismes de l'avortament, però amorosa quan adverteix que el fill per néixer va tornant voluminós el ventre de María. Enfront d'un pare que li nega la paraula, entén que el fill és l'expressió suprema de la vida. Imatge de la desesperació quan dona el seu propi alè intentant reanimar a l'inert cos de María. Impotent, reclamant pel net robat. Amb moltes dificultats, després de deixar l'hospital, gairebé sense forces, càrrega María per a conduir-la al temascal».[4]
- Manuel Manuel Antún: Manuel
- Justo Lorenzo: Ignacio
- Marvin Coroy: Pepe